# Ammophila gaumeri
Ammophila gaumeri är en biart som beskrevs av Cameron 1888. Ammophila gaumeri ingår i släktet Ammophila och familjen grävsteklar. Inga underarter finns listade i Catalogue of Life.